# Michele Faloci Pulignani
Michele Faloci Pulignani (Foligno, 9 luglio 1856 – Foligno, 1º ottobre 1940) è stato un presbitero, bibliotecario e storico italiano.

## Biografia
Dopo gli studi seminariali e giuridici, a Foligno prima e a Roma poi, rientra nella sua città dove è nominato bibliotecario del Seminario vescovile e canonico della cattedrale di San Feliciano (elevato al rango il 28 marzo 1883).
Prolifico quanto polemico autore di saggi e articoli, appassionato cultore di storia ecclesiastica e storia locale, promuove una intensa attività culturale, intrattenendo rapporti con religiosi e intellettuali di tutta Italia e interessandosi alla vita politica.
Nel 1886 fonda il settimanale cattolico "Il giornale di Foligno", poi "Gazzetta di Foligno", stampato prima da Tomassini e successivamente, dal 1891, dalla tipografia degli Artigianelli di San Carlo. È stato direttore della Biblioteca comunale di Foligno.